# Разговор с Дмитрием Медведевым
«Прямой разговор с Дмитрием Медведевым» (с 2008 по 2012 год — Итоги года с Дмитрием Медведевым) — ежегодное мероприятие, которое выходило в конце года в прямом эфире телеканалов «Россия/Россия-1», «Вести/Россия-24» и «Дождь», радиостанций «Радио России», «Маяк» и «Вести FM», а также интернет-портала Vesti.ru. До 2012 года прямой эфир также демонстрировался на «Первом канале» и на «НТВ» (а также на их международных версиях). Гость программы — председатель Правительства РФ, а ранее — президент РФ Дмитрий Анатольевич Медведев подводил итоги уходящего года и рассказывал планы на следующий год.
Первый эфир состоялся 24 декабря 2008 года, а последний — 5 декабря 2019 года.
Всего с Дмитрием Медведевым прошло 4 эфира в качестве президента и 8 эфиров в качестве премьер-министра.

## История

### 24 декабря 2008 года
Самый первый эфир состоялся 24 декабря 2008 года. В нём участвовали президент РФ Дмитрий Медведев, заместитель гендиректора ВГТРК Дмитрий Киселёв, заместитель гендиректора НТВ Татьяна Миткова и заместитель гендиректора «Первого канала» Кирилл Клеймёнов. В телеэфире была продемонстрирована запись этого телеинтервью с разной продолжительностью и в разное время (эфир интервью не был синхронным): первый раз запись вышла на НТВ в 19:00, продолжительность — 40 минут, на телеканале «Россия» она же вышла второй раз в 20:00, продолжительность — 56 минут, а на «Первом канале» — в третий раз в 21:00, продолжительность — 1 час 4 минуты.

### 24 декабря 2009 года
Первая передача в новом формате состоялась 24 декабря 2009 года, и шла она не в записи вечером, как год назад, а в прямом эфире в полдень на трёх телеканалах одновременно. Ведущие программы — руководители трёх федеральных телеканалов: гендиректор «Первого канала» Константин Эрнст, гендиректор ВГТРК Олег Добродеев и гендиректор НТВ Владимир Кулистиков. Начиная эту программу, президент заявил, что РФ преодолела трудности экономического кризиса.

### 24 декабря 2010 года
Дмитрий Медведев в эфире от 24 декабря 2010 года успел поговорить на разные темы. В частности, Президент РФ принял решение позволить женщинам самим определять период расчета пособия по беременности и родам. «Я принял решение вернуться к обсуждению этой темы и подготовить такие изменения, которые позволят самой женщине определять период, с которого будет рассчитываться это пособие. Вот как она хочет, пусть так и будет» — заявил Медведев. Речь идёт о поправках в закон «Об обязательном социальном страховании на случай временной нетрудоспособности и в связи с материнством», которые президент утвердил 8 декабря. Изменяется порядок расчета пособий по беременности и родам, а также по уходу за ребёнком до полутора лет, выплачиваемых фондом социального страхования.
Также Дмитрий Медведев сказал, что к работе МВД в целом есть большое количество нареканий, хотя в рамках подавления погромов, которые националисты устроили после убийства болельщика «Спартака», милиция действовала эффективно.

### 26 апреля 2012 года
В декабре 2011 года, в связи с плотным графиком Дмитрия Медведева, традиционное интервью было перенесено с декабря на март 2012 года. Вопросы снова задают журналисты телеканалов. Теперь формат итогового интервью Дмитрия Медведева больше напоминает самую первую беседу (от декабря 2008 года).
Итоги года с Дмитрием Медведевым были подведены 26 апреля 2012 года в «Прямой разговор с Дмитрием Медведевым» и с журналистами не только государственных «Первого канала», ВГТРК, НТВ, но и независимых каналов «РЕН ТВ» и «Дождя». Вопросы действующему главе государства задавали корреспондент «Первого канала» Антон Верницкий, ведущая канала «Россия-24» Анна Шнайдер, ведущий НТВ Алексей Пивоваров, ведущая и заместитель гендиректора «РЕН ТВ» Марианна Максимовская и главный редактор телеканала «Дождь» журналист Михаил Зыгарь. Трансляция шла на всех телеканалах-участниках, кроме «РЕН ТВ».

### 7 декабря 2012 года
С декабря 2012 года итоговое интервью премьер-министра Дмитрия Медведева стало выходить под названием «Прямой разговор с Дмитрием Медведевым». Количество вещателей сократилось до трёх. Теперь прямая трансляция разговора стала выходить только на «Дожде» и телеканалах ВГТРК: «России-1» и «России-24» («Первый канал» и НТВ ограничивались только новостными репортажами о беседе в выпусках новостей, так как только телеканалы ВГТРК, согласно своему статусу, имеют право предоставлять эфир председателю Правительства). Состав участников претерпел незначительные изменения — вместо Антона Верницкого и Анны Шнайдер вопросы от «Первого канала» и ВГТРК премьеру задавали Ирада Зейналова и Сергей Брилёв. От НТВ, «РЕН ТВ» и «Дождя» участники остались прежними. В ходе беседы Дмитрию Медведеву задавались вопросы о деле «Оборонсервиса» и Сердюкове, о курении, нулевом промилле, «болотном деле» и Удальцове, ограничении свобод и «закручивании гаек», пенсионной реформе и иностранных агентах, а также о запрете гей-пропаганды и делах Геккиева и Кашина.

### 6 декабря 2013 года
В декабре 2013 года состоялся второй «Прямой разговор с Дмитрием Медведевым» в качестве председателя Правительства. С этого года вопросы от НТВ вместо ушедшего с телеканала Алексея Пивоварова стал задавать ведущий программы «Центральное телевидение» Вадим Такменёв. Среди вопросов, задававшихся Дмитрию Медведеву — вопросы, посвящённые пенсионной реформе, ЖКХ, усыновлению детей, а также об экономике и о приоритетах правительства страны на ближайший год. Интервью продлилось около полутора часов.

### 10 декабря 2014 года
10 декабря 2014 года Председатель Правительства ответил на вопросы телеведущих Ирады Зейналовой («Первый канал»), Сергея Брилёва («Россия-1»), Марианны Максимовской («РЕН ТВ»), Вадима Такменёва (НТВ) и Михаила Зыгаря («Дождь»).
В ходе беседы Дмитрию Медведеву задавались вопросы о аннексии Крыма и параде Победы в Севастополе. Среди других обсуждаемых тем были санкции, антисанкции, которые добавились к замедлению экономики, падение цен на нефть, падение курса рубля, повышение цен на целый ряд продуктов.

### 9 декабря 2015 года
В декабре 2015 года состоялся четвёртый «Прямой разговор с Дмитрием Медведевым» в качестве председателя Правительства РФ. В этом году состав участников подвергся изменениям: вместо Вадима Такменёва от НТВ вопросы теперь задаёт Кирилл Поздняков, а от «Дождя» — Михаил Фишман вместо Михаила Зыгаря. От «Первого канала» и «России-1» вопросы снова задавали Ирада Зейналова и Сергей Брилёв. Также с этого года в беседе больше не принимает участие телеканал «РЕН ТВ» (в конце 2014 года Марианна Максимовская покинула телеканал и стала вице-президентом коммуникационно-консалтинговой группы «Михайлов и партнеры»). Ему на смену пришёл телеканал РБК, представитель канала на беседе — Елизавета Осетинская.
Основные темы беседы: состояние банковской системы после санкций, антисанкции, которые добавились к замедлению экономики, падение цен на нефть, падение курса рубля, повышение цен на целый ряд продуктов, блокада Крыма, операция в Сирии и российско-турецкие отношения, расследование «Фонда борьбы с коррупцией» Алексея Навального в отношении семьи генпрокурора Юрия Чайки и протесте дальнобойщиков.

### 15 декабря 2016 года
В декабре 2016 года состоялся очередной «Прямой разговор с Дмитрием Медведевым». В этом году состав участников вновь подвергся изменениям: вместо Кирилла Позднякова вопросы задавала Ирада Зейналова, незадолго до этого перешедшая на телеканал «НТВ», а её место от «Первого канала» занял Валерий Фадеев. Телеканал «РБК» вместо Елизаветы Осетинской представлял Эльмар Муртазаев. От телеканалов «Дождь» и «Россия-1» вопросы снова задавали Михаил Фишман и Сергей Брилёв.
Основные темы беседы: увеличение бюджетных расходов на оборону, реформирование налоговой системы, приватизация компании «Роснефть», изменения тарифов на услуги ЖКХ, индексация пенсий. Также были затронуты темы «дела Улюкаева», обвинений в адрес России после доклада Макларена, итогов президентских выборов в США и выборов депутатов Государственной думы. В конце беседы Дмитрий Медведев высказал своё мнение о различных комментариях министра культуры Владимира Мединского.

### 30 ноября 2017 года
Впервые «Прямой разговор с Дмитрием Медведевым» состоялся не в декабре, а в ноябре.
В 2017 году только один телеканал сменил своего представителя: телеканал «РБК» вместо Эльмара Муртазаева представлял Игорь Полетаев. От «Первого канала», «России-1», «НТВ» и «Дождя» вопросы снова задавали соответственно Валерий Фадеев, Сергей Брилёв, Ирада Зейналова и Михаил Фишман.
Премьер-министр затронул такие темы, как стабильность российской валюты и её независимости от нефти, арест Кирилла Серебренникова, вымывание дешёвого ассортимента лекарств в аптеках, рекордные сборы урожая и падение цен на хлеб, о массовых отставках региональных губернаторов, киберсуверенитете и кибербезопасности, отношение к Дональду Трампу в качестве президента США, возможное отстранение от участия в Олимпиаде, предстоящие выборы в России, фильм-расследование «Фонда борьбы с коррупцией» «Он вам не Димон». В конце беседы Дмитрий Медведев высказал напутственные слова следующему Председателю Правительства России.

### 6 декабря 2018 года
В 2018 году «Первый канал» представлял Пётр Толстой (заменил Валерия Фадеева), а от телеканала «РБК» вместо Игоря Полетаева участвовал Илья Доронов. От «России-1» и «НТВ» вопросы снова задавали соответственно Сергей Брилёв и Ирада Зейналова. В беседе больше не принимает участие телеканал «Дождь», телеканал-участник вместо него стал определяться по принципу ротации региональных телеканалов. Первым таким представителем стала журналист телеканала «Томское время» Ирита Минина.

### 5 декабря 2019 года
В 2019 году формат разговора сменился на пресс-конференцию, где вопросы Дмитрию Медведеву задавали представители всех 20 телеканалов, входящих в первый и второй мультиплексы, так как в этом году Россия уже перешла на цифровое телевидение. Прямой разговор с Дмитрием Медведевым модерировала Александра Суворова (Россия-24).
Трансляция шла на телеканалах «Россия-1», «Россия-24», «ОТР», «Мир», «Мир 24», «Звезда» и «РЕН ТВ», на радиоканалах «Радио России», «Маяк» и «Вести ФМ» и на официальных каналах правительства в социальной сети «ВКонтакте» и на YouTube.
Для Дмитрия Медведева это был последний «Прямой разговор с Дмитрием Медведевым» в момент работы председателем правительства.
Вопросы задавали:
| Первый мультиплекс | Первый мультиплекс   | Второй мультиплекс | Второй мультиплекс |
| Телеканал          | Сотрудник            | Телеканал          | Сотрудник          |
| ------------------ | -------------------- | ------------------ | ------------------ |
| Первый канал       | Елена Винник         | РЕН ТВ             | Надежда Алёшкина   |
| Россия-1           | Александр Евстигнеев | Спас               | Александр Яковлев  |
| Матч ТВ            | Константин Генич     | СТС                | Юлия Михалкова     |
| НТВ                | Елена Спиридонова    | Домашний           | Юлия Михалкова     |
| Пятый канал        | Виталий Воронин      | ТВ-3               | Валерий Федорович  |
| Россия-Культура    | Яна Мирой            | Пятница!           | Анастасия Ивлеева  |
| Россия-24          | Александр Кареевский | Звезда             | Николай Матвеев    |
| Карусель           | Аня Тадыщенко        | Мир                | Элина Дашкуева     |
| ОТР                | Оксана Галькевич     | ТНТ                | Тимур Батрутдинов  |
| ТВ Центр           | Полина Кастрицкая    | Муз-ТВ             | Андрей Разыграев   |

## Мероприятия в подобном формате
- В течение 2009 года Дмитрий Медведев ежемесячно давал интервью федеральным каналам: «Первому каналу», «России» и «НТВ» (телеканалы менялись каждый месяц по очереди). Они выходили, как правило, по воскресеньям в итоговых информационно-аналитических программах телеканалов. Основной темой всех интервью стала борьба России с последствиями экономического кризиса.
- 30 сентября 2011 года в 20:30 МСК для Москвы и Московской области (в остальных регионах России не показано) была показана запись интервью Константина Эрнста, Олега Добродеева и Владимира Кулистикова с Дмитрием Медведевым[22]. Оно было записано на подмосковной резиденции 29 сентября. На нём Дмитрий Медведев сказал, что он не хочет избираться президентом на второй срок.